# Segmento Orbitale Axiom

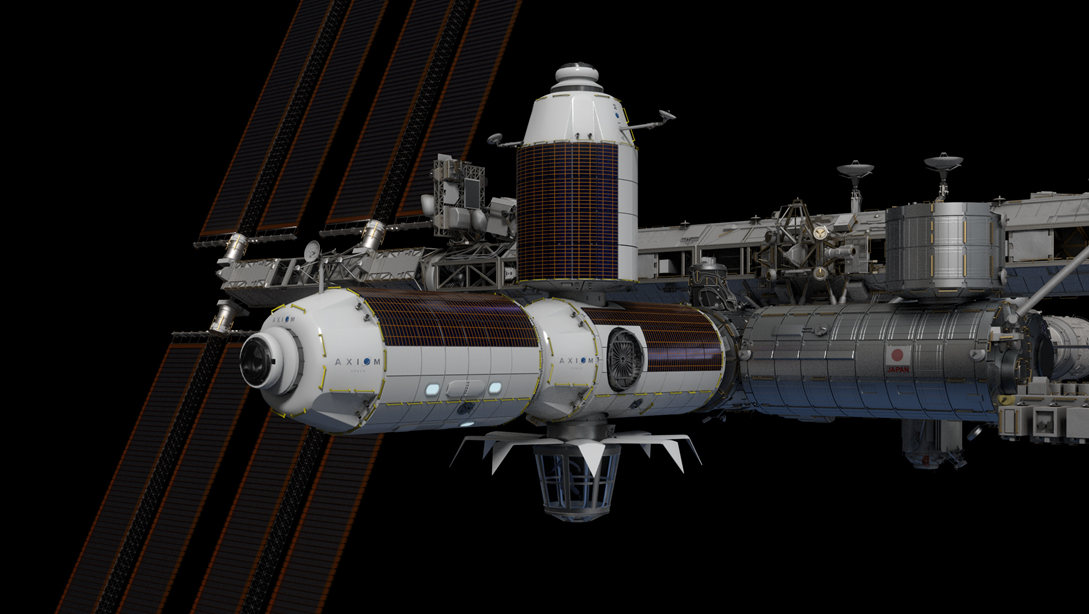
Il rendering artistico del segmento orbitale Axiom è stato attraccato al porto di prua di Harmony

Segmento Orbitale Axiom e Segmento Axiom sono nomi dati ai componenti pianificati della Stazione spaziale internazionale (ISS) progettata da Axiom Space per attività spaziali commerciali e usi del turismo spaziale. Axiom Space ha ottenuto l'approvazione della NASA per l'impresa nel gennaio 2020. Alla Stazione Spaziale Internazionale si collegherà un complesso di almeno tre moduli pressurizzati Axiom e un'ampia finestra di osservazione, simile alla Cupola, che potranno facilitare le attività della compagnia in orbita terrestre bassa. Il primo modulo potrebbe essere lanciato entro il 2024 e verrà attraccato al portello frontale di Harmony, richiedendo il trasferimento dell'adattatore di accoppiamento pressurizzato (PMA-2), al quale è installato anche l'International Docking Adapter (IDA-2). Axiom Space prevede di collegare fino a due moduli aggiuntivi al suo primo modulo principale e di inviare astronauti privati ad abitare i moduli.
I rendering di Axiom mostrano in dettaglio come i moduli si collegheranno alla ISS e verranno trasferiti dal Mobile Servicing System, in particolare dal Canadarm2.

## Stazione Axiom
Il Segmento Orbitale Axiom costituirà la base per la Stazione Axiom, una futura stazione spaziale pianificata, costruita dal segmento Axiom e da elementi aggiuntivi al momento del ritiro e della separazione della ISS, tra cui un modulo di potenza e termico con una camera di equilibrio.
L'azienda punta alla metà degli anni 2020 per il suo primo modulo da allegare alla ISS e alla fine degli anni 2020 per il completamento della stazione. Il piano è simile alla proposta della stazione spaziale russa Orbital Piloted Assembly and Experiment Complex (OPSEK), che riutilizzerebbe il segmento orbitale russo come base.
L'interno del segmento orbitale Axiom è stato progettato dall'architetto e designer francese Philippe Starck. I rendering dell'habitat mostrano una camera con pareti ricoperte da imbottiture trapuntate e tempestate di centinaia di LED che cambiano colore. Il segmento orbitale Axiom avrà servizi tra cui Wi-Fi ad alta velocità, schermi video, finestre panoramiche e una cupola con pareti di vetro, che Axiom definisce "il più grande osservatorio con finestre mai costruito per l'ambiente spaziale".

## Moduli previsti

### AxH1
Il lancio è previsto per il 2026. Fornirà alloggi per quattro membri dell'equipaggio e vi si svolgerà ricerca e produzione. Ogni alloggio personale dell'equipaggio è dotato di un'ampia finestra per la visione della Terra e di un pannello di comunicazione touch-screen. Un docking adapter consentirà ai veicoli in visita di attraccare alla stazione Axiom e altri quattro punti di attracco radiali consentiranno l'aggiunta di moduli futuri. Provvederà alla propulsione, guida, navigazione e controllo della stazione.

### AxSEE-1
Dopo il primo modulo AxH1 dovrebbe essere lanciato entro la fine del 2026, un modulo gonfiabile sferico dal diametro di oltre 6 metri chiamato AxSEE-1. Si tratta di un modulo prodotto dalla Space Entertainment Enterprise dedicato alla produzione di film e video nello spazio.

### AxH2
Il suo lancio è previsto non prima del 2027 e fornirà alloggio per altri quattro membri dell'equipaggio, consentendo alla stazione di ospitare fino a otto persone. Fornisce supporto ECLSS completo, comunicazioni satellitari commerciali ad alta velocità e un sistema di manipolazione remoto simile al Canadarm 3 per la stazione Axiom.

### AxRMF
Sarà un laboratorio di ricerca e produzione di Axiom Station e il suo lancio è previsto per la fine degli anni 2020.

### AxEO
L'osservatorio terrestre della stazione Axiom sarà una cupola con pareti di vetro. Il lancio è previsto per la fine degli anni 2020.

### AxPT
Avrà l'aspetto di una torre e fornirà energia e controllo termico in modo che, quando la stazione Axiom sarà disconnessa dalla ISS, questa sarà in grado di essere indipendente. Il lancio è previsto nel 2027. Fino al lancio di AxPT, Axiom Station farà affidamento sulla ISS per l'energia. AxPT permetterà di eseguire EVA.

### AxPLM
L'esistente modulo Leonardo potrebbe essere utilizzato anche sulla stazione Axiom dopo che la ISS sarà dismessa.